# Terméshigany
A terméshigany a terméselemek ásványosztályban a fémek alosztályán belül a higany és amalgámok ásványcsoport  tagja. Közönséges körülmények között folyadékként viselkedik, -38,9 C° hőmérséklet alatt kristályosodik a trigonális rendszerben. Kiváló a hő és elektromos vezetőképessége. Hő hatására térfogatát a dermedés és párolgási hőmérséklet között egyenletesen változtatja ezért hőmérsékletmérő műszerekben alkalmazása elterjedt. Gőzei a biológiai szervezeteket károsítják. Egyetlen folyékony halmazállapotban megjelenő ásvány, mással nem téveszthető.

## Keletkezése
Terméshigany csak másodlagosan keletkezik, az ércesedések oxidációs zónájában. Jellemzően a cinnabarit és a tetraedrit mállásakor dúsul fel. A különböző fémekkel könnyen amalgámokat képez. Az elsődleges higanyérc ásványok gyakori kísérője.

## Előfordulásai
Németországban területén a Rajna-vidéken. Szlovákiában Rozsnyó közelében. Románia erdélyi területén. Spanyolországban Cuidad környékén. Horvátország területén és Szlovéniában Idriában. Az Amerikai Egyesült Államok Kalifornia szövetségi államában. Peru területén.

## Magyarországi előfordulás
Rudabánya Andrássy.II. bányarészében fényes apró cseppekben jelent meg terméshigany. Megtalálták földszerű megjelenésű limonit előfordulásban, de a higany tartalmú tetraedrit és a cinnabarit mállásából réztatalmú érctelepekben is észlelték.